# Araneus caplandensis
Araneus caplandensis är en spindelart som först beskrevs av Embrik Strand 1907.  Araneus caplandensis ingår i släktet Araneus och familjen hjulspindlar. Inga underarter finns listade i Catalogue of Life.